# Pital
Pital là một khu tự quản thuộc tỉnh Huila, Colombia. Thủ phủ của khu tự quản Pital đóng tại Pital Khu tự quản Pital có diện tích 210 ki lô mét vuông. Đến thời điểm ngày 28 tháng 5 năm 2005, khu tự quản Pital có dân số 10450 người.